# Rudolf Lange (Journalist)
Rudolf Lange (* 2. April 1914 in Osnabrück; † 17. April 2007 in Hannover) war ein deutscher Journalist und Theaterkritiker, sowie Lehrer, Schriftsteller und Herausgeber.

## Leben
Rudolf Lange wurde in Osnabrück geboren, lebte jedoch seit seiner Schulzeit in Hannover. In Braunschweig studierte er Germanistik, Philosophie und Pädagogik und war anschließend als Lehrer tätig.
Nach einem weiteren Studium an der Universität Göttingen diente er im Zweiten Weltkrieg als Soldat und geriet in Kriegsgefangenschaft.
1948 promovierte er mit der Dissertation „Theorie und Praxis im Drama bei Paul Ernst“.
Im Anschluss nahm er zunächst eine Stelle an als Kulturjournalist bei der Norddeutschen Zeitung, wechselte aber bald darauf 1949 zur Hannoverschen Allgemeinen Zeitung, wo er dann von 1951 bis 1977 für mehr als ein Vierteljahrhundert Chef des Feuilletons war.
Rudolf Lange war Herausgeber und Verfasser zahlreicher Veröffentlichungen zu den Themen Kunst, Literatur und Theater, wozu auch Monographien gehörten, etwa über Otto Gleichmann, Carl Buchheister oder den Bildhauer Kurt Lehmann.
Lange war Vorsitzender des Niedersächsischen Schriftstellerverbandes und Vorsitzender des Hauptausschusses der Filmbewertungsstellen in Wiesbaden.
Er starb 2007 in Hannover.

## Werke
- Theorie und Praxis im Drama bei Paul Ernst, Dissertation (Maschinenschrift), Göttingen 1948
- Auf Goethes Spuren in Italien. Tagebuch einer Reise, 1960
- Otto Gleichmann, 1963
- Olivenhaine und Götterbilder. Ein Griechenlandbuch, 1964
- Carl Buchheister. In: Niedersächsische Künstler der Gegenwart, Bd. 2, Musterschmidt Verlag, Göttingen/Berlin/Frankfurt/Zürich, 1964, S. 33–64
- Rudolf Steglich: Vom Nützlichen durchs Wahre zum Schönen / Festschrift für Dr. Erich Madsack zum 75. Geburtstag am 25. Sept. 1964, hrsg. v. Rudolf Lange, Madsack, Hannover 1964
- Kurt Lehmann. In: Niedersächsische Künstler der Gegenwart,  Bd. 11, Hannover 1968
- Carl Zuckmayer. Das dramatische Werk, 1969
- Bodo Hedergott (Autor), Rudolf Lange (Red.): Meisterwerke im Herzog Anton Ulrich-Museum Braunschweig, Madsack Verlag, Hannover 1981
- Bernhard Dörries. In: Niedersächsische Künstler der Gegenwart, Neue Folge Bd. 17, hrsg. vom Niedersächsischen Ministerium für Wissenschaft und Kunst, Edition Libri Artis, Hannover 1982, ISBN 3-14-509016-X
- Maler sehen Herrenhausen / Junge Liebe zu alten Gärten Ausstellungskatalog zur Ausstellung in der Orangerie vom 3. bis 28. Mai 1987, hrsg. v. Hannoverschen Künstlerverein, 1987
- Alexej Iljitsch Baschlakow. In: Niedersächsische Künstler der Gegenwart, Neue Folge Bd. 34, Hannover 1989, ISBN 3-88746-218-1
- Damals lernte Lenau pfeifen/Stimmen norddeutscher Autoren, die bleiben/Dokumentation einer literarischen Matinee. In: Niedersachsen literarisch, im Auftr. des Fördererkreises Deutscher Schriftsteller in Niedersachsen und Bremen e. V., Hannover, in Zusammenarbeit mit dem Verband Deutscher Schriftsteller (VS) in der IG Druck und Papier, Landesbezirk Niedersachsen, hrsg. v. Dieter Paul Meier-Lenz und Kurt Morawietz, Wirtschaftsverlag NW, Verlag für Neue Wissenschaften, Bd. 5, Bremerhaven 1994
- Kleiner Spaziergang durch Hannovers Theatergeschichte. In: Prinzenstraße/hannoversche Hefte zur Theatergeschichte, Red. und Konzeption Theatermuseum und -Archiv der Niedersächsischen Staatstheater, Revonnah-Verlag, Hannover 1994, ISBN 3-927715-42-5
- Kurt Lehmann. Ein Bildhauerleben, Verlag Th. Schäfer, gef. d. d. Stiftung Niedersachsen, Hannover 1995, ISBN 3-88746-344-7

## Mitgliedschaften (Auswahl)
- Paul-Ernst-Gesellschaft